# الفامن
الفامن (به اسپانیایی: Alfamén) یک شهرستان در اسپانیا است که در استان ساراگوسا واقع شده‌است.